# Gerhard Riebicke
Gerhard Riebicke (* 6. Februar 1878 in Sonnewalde; † 7. Februar 1957 in Berlin) war ein deutscher Fotograf.

## Leben
Riebicke, der drei jüngere Geschwister hatte, verbrachte seine Kindheit in der Ruppiner Schweiz. Sein Vater Otto Riebicke war Diakon in Sonnewalde und übernahm um 1882 eine Pfarrei in Alt Ruppin. Von dort aus besuchte Gerhard Riebicke das Gymnasium in Neuruppin. Er studierte in Tübingen Medizin und fürs Lehramt, wirkte als Hauslehrer in Posen und eignete sich die Technik der Fotografie autodidaktisch an. Ab 1909 wirkte er als Pressefotograf in Berlin. Ab 1918 unterhielt er in Charlottenburg, Krumme Str. 54, eine Agentur für Presse-Illustrationen. Allmählich verlagerte sich sein Arbeitsschwerpunkt auf die Sport- bzw. Freikörperkultur-Fotografie (Ballspiele, Sprünge, Tanz- oder Badeszenen).
Riebickes Fotografien wurden in zahlreichen Magazinen und Büchern veröffentlicht. Am bekanntesten wurden seine Standfotografien aus dem UFA-Film Wege zu Kraft und Schönheit von 1925.
Als Freund Adolf Kochs dokumentierte er dessen Schule für Körperbildung und Nacktkultur. Auch zur Laban Schule von Hertha Feist sowie weiteren Tanz- und Gymnastikschulen Hedwig Hagemann, Berthe Trümpy, Mary Wigman unterhielt er als Chronist der Reformbewegung Kontakte. Mit mehreren Bildbeispielen war er vertreten in Hans Suréns „Der Mensch und die Sonne“, 1924. Nach 1933 war er auf die Sportfotografie konzentriert.
Riebickes Atelier wurde 1944 bei einem alliierten Bombenangriff auf Berlin zerstört.